# تامی هایندز
تامی هایندز (انگلیسی: Tommy Hynds؛ زادهٔ ۱ ژانویهٔ ۱۸۸۰) بازیکن فوتبال (متولد ۱۸۸۰ در هورفورد) اهل اسکاتلند بود. 
از باشگاه‌هایی که در آن بازی کرده‌است می‌توان به باشگاه فوتبال آرسنال، باشگاه فوتبال بولتون واندررز، باشگاه فوتبال سلتیک، باشگاه فوتبال منچستر سیتی، و باشگاه فوتبال دومبارتون اشاره کرد.